# Saint-Étienne-de-Tinée
Saint-Étienne-de-Tinée (francouzská výslovnost: [sɛ̃.t‿etjɛn də tine], doslova Saint-Étienne na Tinée; italsky: Santo Stefano di Tinea; vivaro-alpínský: Sant Estève d'en Tiniá) je obec v departementu Alpes-Maritimes v jihovýchodní Francii.
Do roku 1860 byla součástí historického hrabství Nice.
Na území obce se nachází lyžařské středisko Auron, které je s vesnicí přímo spojeno lanovkou.

## Populace
| Rok  | Pop.  | ±%       |
| ---- | ----- | -------- |
| 1968 | 1 549 | —        |
| 1975 | 1 700 | + 1,34 % |
| 1982 | 1 780 | + 0,66 % |
| 1990 | 1 783 | + 0,02 % |
| 1999 | 1 528 | − 1,70 % |
| 2009 | 1 311 | − 1,52 % |
| 2014 | 1 385 | + 1,10 % |
| 2020 | 1 413 | + 0,33 % |

Zdroj: